# История (Геродот)

Мир с точки зрения Геродота

«История» (др.-греч. Ἱστορίαι, иначе «Музы») — книга древнегреческого историка Геродота, первое полностью сохранившееся историческое и вообще прозаическое произведение в европейской литературе.

## Общая характеристика

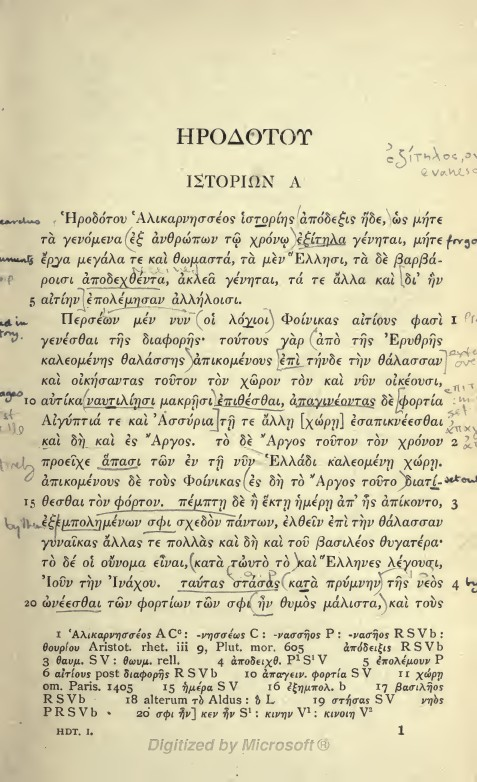
Текст «Historiae», изданный в 1908 году с пометками и подчёркиваниями неизвестного читателя

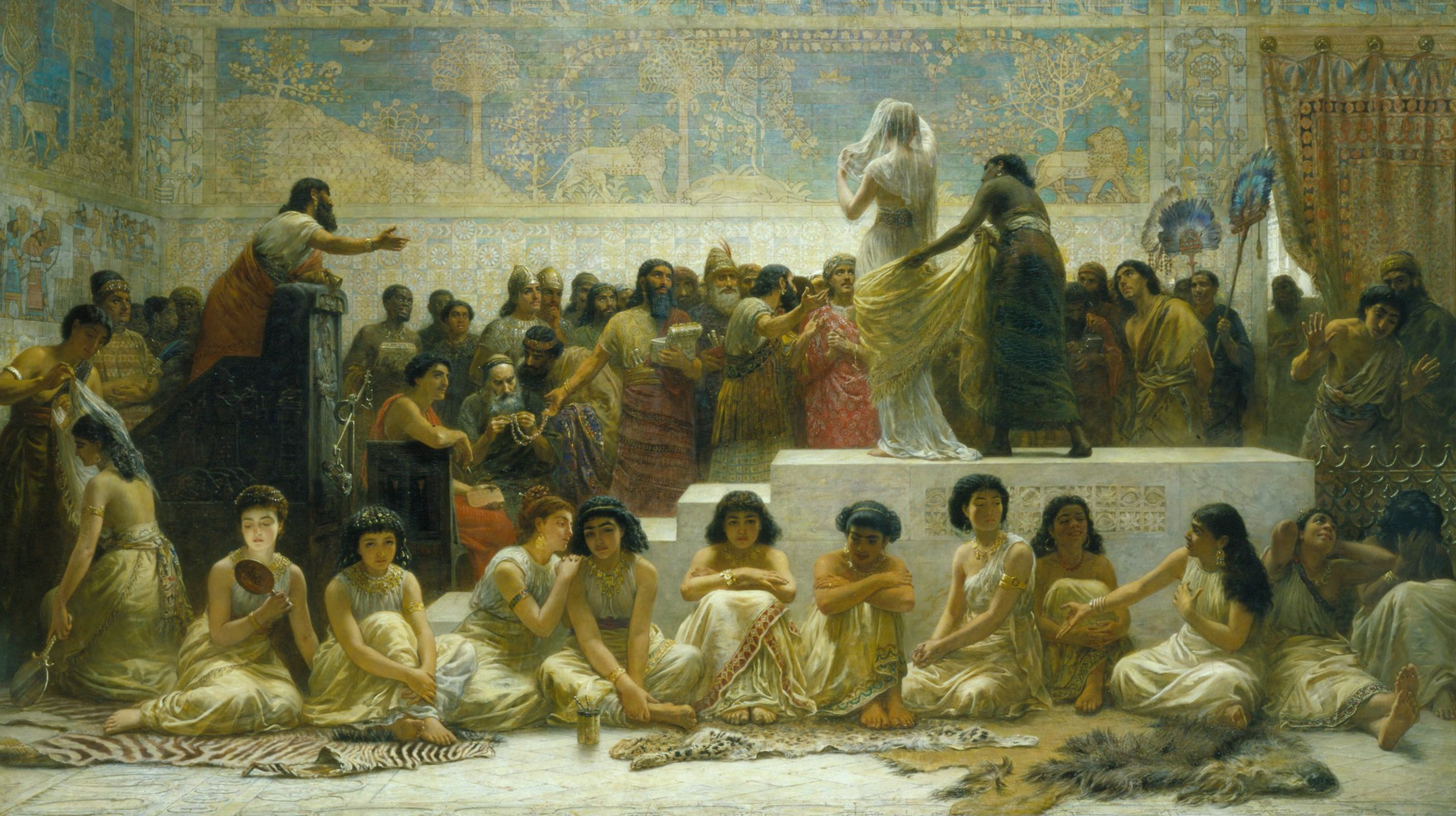
Вавилонский рынок невест. Картина Эдвина Лонга (1875), иллюстрирующая рассказ Геродота о вавилонских обычаях

Сочинение Геродота — не история в современном смысле слова. Хотя основным сюжетом для неё стала история греко-персидских войн (вторая половина представляет собой последовательный исторический рассказ о греко-персидских войнах, заканчивающийся на известии о занятии эллинами Сеста в 479 г. до н. э.), автор попутно создаёт настоящую энциклопедию, содержащую географические, этнографические, естественно-исторические и литературные сведения. Первая половина содержит в себе рассказы о возвышении Персидского царства, о Вавилонии, Ассирии, Египте, Скифии, Ливии и проч.
Единство изложения достигается в известной мере и тем ещё, что с первых слов и до конца историк старается проследить борьбу между варварами и эллинами:
Геродот из Галикарнаса собрал и записал эти сведения, чтобы прошедшие события с течением времени не пришли в забвение и великие и удивления достойные деяния как эллинов, так и варваров не остались в безвестности, в особенности же то, почему они вели войны друг с другом
Этот первостепенный по своей важности труд античной историографии дошёл до нас во множестве списков X–XV вв. на греческом языке и был впервые опубликован (в переводе на латынь) Лоренцо Валлой в конце XV в. н. э.
Самые древние рукописи X–XI вв. известны по так называемым stirps Florentina. Рукописи XIV века известны по stirps Romana. Рукописи эти, вывезенные византийскими учёными в Западную Европу после взятия Константинополя турками в 1453 г., хранятся в настоящее время в библиотеках Рима, Флоренции, Милана, Мадрида, Парижа, Оксфорда, Кембриджа, Гейдельберга и других городов. Число их довольно значительно; так, в капитальном критическом издании Г. Штейна (Берлин, 1869–1881) учтено 46 рукописей.
Кроме того, в начале XX в. были найдены папирусные отрывки труда Геродота, относящиеся к I–III вв. н. э.
Одной из главных проблем, встающих перед исследователем, изучающим наследие этого греческого автора, становится вопрос о тех задачах, которые ставились при написании этого труда в целом и того или иного Логоса в частности. Некоторые историки, например Э. Д. Фролов, считают, что Геродот работал по строго продуманному плану, в связи с чем указывают на наличие у него «главной темы, сводящейся к росту персидского могущества и развитию греко-персидского конфликта».
Однако такой антиковед, как С. Я. Лурье, был убеждён, что труд Геродота первоначально представлял собой лишь географическое и этнографическое описание земель, в которых он, много путешествуя, побывал, и лишь затем начал оформляться в идейно цельное произведение. Основанием для такого предположения служит то обстоятельство, что сам Геродот придавал значение самостоятельных произведений тем частям своего труда, которые обладают тематическим единством. Он постоянно ссылается на отдельные логосы: египетский, скифский и т. п., которые, как и предполагает большинство исследователей, были написаны им до создания своего универсального труда. Именно поэтому, как считает С. Я. Лурье, основной задачей Геродота, помимо описания греко-персидских войн, было «дать отчёт о своем путешествии с указанием величайших и главнейших сооружений греков и варваров». В частности, Египту Геродот уделил больше внимания, чем другим странам, «потому что в этой стране более диковинного и достопримечательного сравнительно со всеми другими странами».
Но только интересом к «достопримечательностям» сложно объяснить свойственный Геродоту историзм: попытку дать, во-первых, хронологически стройную, а во-вторых, наиболее правдоподобную версию изложенных событий. Правда, как отмечает С. Я. Лурье, Геродот не всегда мог увидеть границу между сказочным материалом, относящимся к незапамятным временам, и историческим фактам ближайшего времени — в обоих случаях он, руководствуясь рассудком, пытается выбрать наиболее правдоподобную версию. В основу подобного подхода к истории легло, с одной стороны, представление о любом, даже самом фантастическом мифе как о искаженной домыслами исторической правде, а с другой — традиция критического отношения к источнику — чаще всего эпическому преданию — на основе личного опыта, ведущая ко многочисленным искажениям и домыслам при попытке интерпретации событий недавнего прошлого.
То же самое касается и попыток Геродота выстроить стройную хронологию описываемых событий: опираясь в основном на устную традицию, он зачастую просто не располагал достоверными данными — особенно когда речь шла о событиях глубокой древности. В связи с этим описание Геродота в значительной мере расходится с данными памятников, что дало повод к суровой критике автора.
Однако, несмотря на все свои недостатки (излишнее доверие к источникам, мифологические и фольклорные элементы, отсутствие достоверной хронологии, объяснение исторических фактов действием иррациональных сил), из-за объёма и самого характера изложенного материала «История» Геродота остаётся непревзойдённым источником по истории Ойкумены VI–V вв. до н. э.

## План книги

### Книга первая. Клио
- I, 1–5 — Начало раздоров между эллинами и варварами.
- История Лидии (6–56): Крёз
  - Народы западной части Малой Азии: лидийцы (93–94), фригийцы, мисийцы, мариандины, халибы, пафлагонцы, фракийцы, карийцы, ионяне, дорийцы, эолийцы и памфилы (28)
- Рассказ о Солоне (29–34)
- Пеласги — догреческое население Эллады (56–58)
- Писистрат — афинский тиран (59–64).
- История Спарты (65–72).
- История Мидии (95–128): цари Мидии Деиок, Фраорт и Киаксар; мидийские племена — бусы, паретакены, струхаты, аризанты, будии и маги.
- Скифы против киммерийцев, вторжение на Ближний Восток (103–106)
- 107–121 — Рождение и детство Кира.
- 122–130 — Мятеж Кира. Падение Астиага.
  - 131–140 — Обычаи персов.
  - 141–177 — Иония и Эолида.
    - 153–156 — Послы. Беседа Кира и Крёза.
    - 157–161 — Пактий.
    - 162–177 — Завоевание Гарпагом запада Малой Азии.
- История Вавилона (178–200): царица Семирамида, храмовая проституция (199).
- Война персов с массагетами (201–216).

### Книга вторая. Эвтерпа
Описание Египта и Ливии. Легенда о том, как Псамметих I установил, что фригийцы являются древнейшим народом. Рассказ о насамонах и пигмеях (32). Пирамида Хеопса (124–125). Также в этой книге Геродотом даётся перечень правителей Египта, отличающийся от традиционно цитируемого античными авторами Манефона. Сведения Геродота о египетских фараонах до эфиопской (кушитской) XXV династии (ок. 722–655 гг. до н. э.) восходят к двум различным преданиям — из первого взяты рассказы о Нитокрии (Нейт-икерти, VI династия), о царях XII династии Сесострисе (Сенусерте III) и Мериде (Аменемхете III); второе предание является источником народных сказок о Рампсините (Рамсесе III) и царях IV династии Хеопсе (Хуфу), Хефрене (Хафра) и Микерине (Менкаура).
| Часть                                              | Оригинал имени | Прочтение | Соответствие                       | Династия  |
| -------------------------------------------------- | -------------- | --------- | ---------------------------------- | --------- |
| 4, 99, 100                                         | Μῖν            | Мин       | «Скорпион» II ?, Нармер ?, Аха ?   | 0 и I     |
| 100                                                | Νίτωκρις       | Нитокрия  | Нейт-икерти                        | VI        |
| 13, 101                                            | Μοῖρις         | Мерид     | Аменемхет III                      | XII       |
| 102–104, 106–108, 110, 111, 137                    | Σέσωστρις      | Сесострис | Сенусерт III                       | XII       |
| 111                                                | Φερῶν          | Ферон     | ??? (возможно искажённое «фараон») | —         |
| 112, 114, 115, 118                                 | Πρωτεύς        | Протей    | Сетнахт ?                          | XX        |
| 121, 122, 124                                      | Ῥαμψίνιτος     | Рампсинит | Рамсес III                         | XX        |
| 124, 126, 127, 129                                 | Χέωψ           | Хеопс     | Хуфу                               | IV        |
| 127                                                | Χεφρήν         | Хефрен    | Хафра                              | IV        |
| 129-131, 133, 134, 136                             | Μυκερῖνος      | Микерин   | Менкаура                           | IV        |
| 136                                                | Ἄσυχις         | Асихис    | Шепсескаф ? Шешонк I ?             | IV и XXII |
| 137, 140, 141                                      | Ἄνυσις         | Анисий    | Тефнахт ?, Бакенренеф ?            | XXIV      |
| 141                                                | Σεθώς          | Сетос     | Тахарка ?                          | XXV       |
| 152                                                | Νεκώς          | Нехо      | Нехо I                             | XXVI      |
| 137, 139, 152                                      | Σαβακῶς        | Сабак     | Шабака                             | XXV       |
| 2, 28, 30, 151–154, 157, 158                       | Ψαμμήτιχος     | Псамметих | Псамметих I                        | XXVI      |
| 158, 159                                           | Νεκώς          | Нехо      | Нехо II                            | XXVI      |
| 159–161                                            | Ψάμμις         | Псаммий   | Псамметих II                       | XXVI      |
| 161–163, 169                                       | Ἀπρίης         | Априй     | Уахибра                            | XXVI      |
| 43, 134, 145, 154, 162, 163, 169, 172–178, 180–182 | Ἄμασις         | Амасид    | Яхмос II                           | XXVI      |

### Книга третья. Талия
- Завоевание Камбисом Египта (1–39).
- Поликрат Самосский (39–46, 120–125).
  - 49–53 — Периандр.
- Восстание магов (61).
- 68–79 — Заговор семи. Убийство Смердиса.
- 80–88 — Избрание Дария царем (522 до н. э.).
- 20 Персидских сатрапий (89–97).
- Индия (98–106).
- Аравия (107–113).
  - 114–117 — Отдаленные страны Эфиопии, Европы и Азии.
  - 129–138 — История Демокеда.
- 139–149 — Завоевание Самоса.
- Антиперсидское восстание в Вавилоне (150–160).

### Книга четвёртая. Мельпомена
- Описание Скифии (47, 99–101) и народов её населяющих — таких как скифы (1–11, 59–81), массагеты (11), киммерийцы (11–12), исседоны (13, 16, 26), аримаспы (13, 27), гипербореи (13, 32–36), андрофаги (18, 106), меланхлены (20, 107), савроматы (21, 110, 117), агафирсы (49, 104), невры (51, 105), тавры (103), будины (108–109)
- Описание Азии (37): персы, мидяне, саспиры, колхи.
- 83–144 — Поход Дария против причерноморских скифов (около 512 г. до н. э.).
  - Фракия: фракийцы (93–97)
- Основание города Кирена (145–159)
- Ливия: адирмахиды (168), гилигаммы, асбисты, авсхисы, насамоны, гараманты (183), пещерные эфиопы (183)

### Книга пятая. Терпсихора
- V, 1–25 — Деяния Мегабаза и Отана.
  - 3–10 — Фракия.
  - 17–22 — Персы в Македонии.
- 28–126 — Ионийское восстание (499–493 гг. до н. э.).
  - 39–48 — Спарта. Дорией.
  - 49–51 — Аристагор в Спарте.
    - 52–54 — Царский путь.

  - 55,97 — Аристагор в Афинах.
    - 55–56 — Гибель Гиппарха (514 г. до н. э.).
      - 57–61 — Род Гефиреев.

    - 62–65 — Падение Писистратидов.
    - 66–76 — Клисфен.
    - 77–96 — Войны афинян.
      - 92 — Кипсел и Периандр.

### Книга шестая. Эрато
- VI, 1–42 — Продолжение восстания. Битва при Ладе. Взятие Милета (494 г. до н. э.).
  - 34–41 — Мильтиад.
- 42–45 — Поход Мардония (492 г. до н. э.).
  - 52–60 — Спарта и обычаи спартанцев.
  - 61–63 — Аристон.
  - 64–70 — Низложение и бегство Демарата.
  - 71–72 — Леотихид.
  - 73–84 — Клеомен и война с Аргосом (491 г. до н. э.).
  - 87–93 — Война афинян с эгинцами.
- 94–120 — Поход Датиса и Артафрена.
  - 121–131 — Алкмеониды.
  - 132–140 — Поход Мильтиада против островов.

### Книга седьмая. Полигимния
- VII, 1–7 — Смерть Дария. Восшествие Ксеркса (486 г. до н. э.).
- 8–19 — Совещание у Ксеркса. Сон Ксеркса.
- 20–54 — Ксеркс в Азии.
  - 46–52 — Диалог Ксеркса и Артабана.
- 55–57 — Переправа через Геллеспонт (лето 480 г. до н. э.).
- 58–126 — Ксеркс в Европе.
  - 60–99 — Описание армии персов.
  - 101–104 — Диалог Ксеркса и Демарата.
- 127–133,196-201 — Ксеркс в Фессалии.
  - 134–174 — События в Элладе. Посольства.
    - 153–167 — Посольство в Сикелию.
      - 157–162 — Диалог Гелона и послов.

  - 175–183 — Сражение у Артемисия.
  - 184–187 — Подсчет сил Ксеркса.
  - 188–195 — Буря. Морское сражение.
- 202–239 — Фермопилы. Фермопильское сражение (сентябрь 480 г. до н. э.).

### Книга восьмая. Урания
- VIII, 1–23 — Морская битва у Артемисия (480 г. до н. э.).
- 24–39 — Ксеркс у Фермопил, в Беотии.
  - 36–39 — Дельфы.
- 40–64 — Эллинский флот у Саламина.
  - 50–55 — Взятие Афин персами.
- 65–70 — Персы в Аттике.
- 71–82 — Перед битвой.
- 83–96 — Саламинская битва (480 г. до н. э.).
- 97–107 — Бегство Ксеркса.
- 108–112 — Эллинский флот.
- 113–120 — Возвращение Ксеркса.
- 121–125 — Эллинский флот. Награждения.
- 126–130 — Персы. Зимовка.
- 131–132 — Эллинский флот.
  - 133–135 — Мис.
  - 136–139 — Македония.
- 140–144 — Александр в Афинах.

### Книга девятая. Каллиопа
- IX, 1–5 — Мардоний в Беотии и Аттике.
- 6–17 — Подготовка к битве.
- 18–24 — Атака персидской конницы.
- 25–38 — Подготовка к битве.
  - 28–30 — Подсчет сил эллинов.
  - 31–32 — Построение персов: мидяне, бактрийцы, индийцы, саки, македоняне, фессалийцы, фригийцы, фракийцы.
- 39 — Захват персами обоза.
- 40–48 — Совещания.
- 49–58 — Атаки конницы. Перемещения сил.
- 59–70 — Битва при Платеях (479 г. до н. э.).
  - 71–75 — Отличившиеся воины.
- 76–85 — Раздел добычи. Погребение павших.
- 86–89 — Взятие Фив. Отступление персов.
- 90–107 — Битва при Микале (27 августа 479 г. до н. э.).
- 108–113 — Ксеркс и дочь Масиста.
- 114–121 — Осада Сеста (47–478 гг. до н. э.).
- 122 — Совет Кира.